# 2-я Фрезерная улица
2-я Фре́зерная улица (название утверждено в 8 мая 1950 года) — улица в Москве, на территории Нижегородского района Юго-Восточного административного округа. Проходит в направлении с запада на восток, соединяя шоссе Фрезер и 1-ю Фрезерную улицу.

## Происхождение названия
Улица названа 8 мая 1950 года в честь завода «Фрезер», вдоль южных границ которого она проходит.
В 1931 году земли, принадлежащие колхозу «Красная победа», были выделены для строительства завода «Фрезер», специализирующегося на производстве металлорежущих станков. В 1938 году территория завода вошла в состав подмосковного города Перово, а в 1960 году город вошёл в состав Москвы.

## Здания и сооружения
Вдоль нечётной стороны расположены корпуса завода «Фрезер», которые арендуются многочисленными коммерческими фирмами (относятся к 1-й Фрезерной улице).
Чётная сторона:
- дома 2-4 — административные здания
- дом 6 — жилой дом
- дом 6/2 — жилой дом
- дом 8 — Строительный Колледж № 26 (подразделение № 3)
- дом 10 — Автотранспортное управление Государственного казённого учреждения «Администратор Московского парковочного пространства»
- дом 14 — складской комплекс «Центркнига»

## Транспорт

### Ближайшая станция МЦК
- Андроновка

### Наземный транспорт
По улице маршруты общественного транспорта не проходят.
На шоссе Фрезер, недалеко от пересечения с улицей, расположена остановка «2-я Фрезерная улица».

#### Маршруты
- 59 (Карачарово — Электрозаводский мост)
- 759 (Карачарово — Смирновская улица)
- 859 (Карачарово — метро «Авиамоторная», только в направлении к Карачарово)

### Железнодорожный транспорт
- Андроновка — платформа Казанского направления МЖД (в одном квартале от улицы)